# Lars Svenonius
Lars Svante Enevald Svenonius, född 16 juni 1927 i Skellefteå, död 27 september 2010, var en svensk logiker och filosof. Svenonius var verksam vid Marylands universitet vid College Park.
Svenonius studerade vid Uppsala universitet och disputerade 1960 för filosofie doktorsgrad i filosofi. Under 1960-talet var Svenonius gästforskare vid universitetet i Berkeley, och även professor vid Chicagos universitet. Därefter blev han professor vid Marylands universitet men fortsatte som emeritus 2009 att undervisa och forska. Han undervisade i medeltida filosofi och logik.
Svenonius var gift två gånger och fick fem barn. Han är begravd på Sunnanå kyrkogård.